# افتون (ویرجینیا)
اَفتون (به انگلیسی: Afton) یک منطقهٔ مسکونی در ایالات متحده آمریکا است که در ویرجینیا واقع شده‌است. آفتون ۴۱۵٫۱۴ متر بالاتر از سطح دریا واقع شده‌است.